# Championnat d'Allemagne de hockey sur glace 2019-2020
Saison précédente Saison suivante
La saison 2019-2020 est la 26e saison du Championnat d'Allemagne de hockey sur glace depuis la création de la Deutsche Eishockey-Liga.

## DEL
La saison commence le 13 septembre 2018 et se termine le 8 mars 2019. Les séries éliminatoires débutent le  mars et se terminent au plus tard le  avril 2020.La saison est la dernière saison du DEL sans sport relégué .

### Saison Régulière
La saison 2019-2020 est composée comme l'année précédente de 14 clubs. Tous les clubs de la pré-saison ont déposé une licence. 

#### Classement
| Clt   | Équipe                      | PJ | V  | VP | VF | D | DP | DF | BP  | BC  | Pts |
| ----- | --------------------------- | -- | -- | -- | -- | - | -- | -- | --- | --- | --- |
| +001, | EHC Munich                  | 52 | 31 | 4  | 1  | 3 | 11 | 2  | 108 | 174 | 128 |
| +002, | Adler Mannheim              | 52 | 28 | 2  | 4  | 4 | 12 | 2  | 102 | 180 | 132 |
| +003, | Straubing Tigers            | 52 | 26 | 4  | 4  | 3 | 14 | 1  | 98  | 175 | 136 |
| +004, | Eisbären Berlin             | 52 | 25 | 5  | 2  | 3 | 15 | 2  | 94  | 169 | 144 |
| +005, | Düsseldorfer EG             | 52 | 20 | 5  | 5  | 3 | 17 | 2  | 85  | 131 | 116 |
| +006, | REV Bremerhaven             | 52 | 21 | 4  | 2  | 4 | 16 | 5  | 84  | 157 | 148 |
| +007, | ERC Ingolstadt              | 52 | 19 | 6  | 4  | 2 | 19 | 2  | 81  | 164 | 161 |
| +008, | Thomas Sabo Ice Tigers      | 52 | 22 | 3  | 3  | 2 | 21 | 1  | 81  | 152 | 158 |
| +009, | EHC Wolfsburg Grizzly Adams | 52 | 19 | 3  | 4  | 2 | 23 | 1  | 74  | 147 | 150 |
| +010, | Augsburger Panther          | 52 | 20 | 1  | 1  | 5 | 22 | 3  | 72  | 142 | 152 |
| +011, | Kölner Haie                 | 52 | 16 | 4  | 0  | 7 | 23 | 2  | 65  | 124 | 153 |
| +012, | Krefeld Pinguine            | 52 | 14 | 1  | 0  | 4 | 29 | 4  | 52  | 134 | 170 |
| +013, | Iserlohn Roosters           | 52 | 12 | 3  | 2  | 3 | 30 | 2  | 51  | 116 | 163 |
| +014, | Schwenninger Wild Wings     | 52 | 11 | 3  | 0  | 3 | 32 | 3  | 45  | 119 | 173 |

- Qualifié pour les quarts de finale
- Qualifié pour le tour préliminaire

### Séries éliminatoires

#### Tour préliminaire
Le tour préliminaire se déroule en mars 2019 au meilleur des trois matchs.

#### Tableau final
Le tournoi final se déroule au meilleur des sept rencontres.